# Студзенець (Жирардовський повіт)
Студзенець (пол. Studzieniec) — село в Польщі, у гміні Пуща-Марянська Жирардовського повіту Мазовецького воєводства.
Населення — 218 осіб (2011).
У 1975-1998 роках село належало до Скерневицького воєводства.

## Демографія
Демографічна структура станом на 31 березня 2011 року:
|          | Загалом | Допрацездатний вік | Працездатний вік | Постпрацездатний вік |
| -------- | ------- | ------------------ | ---------------- | -------------------- |
| Чоловіки | 122     | 28                 | 84               | 10                   |
| Жінки    | 96      | 20                 | 57               | 19                   |
| Разом    | 218     | 48                 | 141              | 29                   |